# Robert Löwen-Åberg
Karl Robert Löwen-Åberg, född 16 augusti 1924 i Stockholm, död 29 juni 2013 i Göteborg, var en svensk journalist, målare, grafiker och tecknare.  
Han var son till tekniska chefen vid Dramatiska teatern Eric Löwen-Åberg och hans hustru Anna och från 1953 gift med arbetsterapeuten Anna-Stina. Löwen-Åberg studerade vid Konstfackskolans aftonkurser 1946–1948 och för Nils Wedel vid Slöjdföreningens skola i Göteborg 1950–1953 samt under studieresor till bland annat Nederländerna, Österrike, Belgien och Frankrike. Han har medverkat i Decemberutställningarna på Göteborgs konsthall ett flertal gånger. Hans konst består av abstrakta kompositioner utförda i olja, akvarell, gouache, vaxkrita och akvatint samt mosaikarbeten.  